# Perenvouwmot
De perenvouwmot (Phyllonorycter mespilella) is een vlinder uit de familie mineermotten (Gracillariidae). De wetenschappelijke naam is voor het eerst geldig gepubliceerd in 1805 door Hübner.
De soort komt voor in Europa.